# Ноздрин, Владимир Иванович
Владимир Иванович Ноздрин (27 января 1947, дер. Оловянниково, Орловская область — 2 декабря 2024) — учёный-гистолог, фармаколог, меценат, директор АО ФНПП «Ретиноиды», заведующий кафедрой гистологии, цитологии и эмбриологии Медицинского института Орловского государственного университета, доктор медицинских наук (1990), профессор (2000), академик Российской Академии естественных наук (1995).

## Биография
Владимир Ноздрин родился 27 января 1947 года в д. Оловянниково Станово-Колодезьского сельского поселения) в семье Ивана Михайловича и Нины Васильевны Ноздриных.
Учился в Орловском медицинском училище и в 1-м Московском медицинском институте имени И. М. Сеченова (1965—1971). Будучи студентом 6 курса, вошёл в отряд добровольцев для помощи Перу — стране, пострадавшей от землетрясения в 1970 году.
Затем работал ассистентом, доцентом кафедры гистологии, зам. декана 1 лечебного факультета 1-го ММИ (1974—1989). Находился в должности младшего, старшего, ведущего научного сотрудника Центрального кожно-венерологического института (1989—1993). В 1991 году создал фармацевтическое научно-производственное предприятие «Ретиноиды».
В 1999 году возглавил кафедру гистологии, цитологии и эмбриологии Медицинского института Орловского государственного университета. На кафедре действует единственный в стране учебный гистологический музей, где увековечена память земляков-медиков: А. И. Бабухина, В. А. Басова, А. А. Боброва, П. И. Дьяконова, В. Ф. Зеленина.
В. И. Ноздрин немало сделал для увековечения имени А. И. Бабухина. 8 июня 2001 года в г. Орле состоялось открытие памятника великому учёному. Бюст Бабухину был создан московским скульптором Д. А. Юнаковским на средства В. И. Ноздрина. В 2005 году на Троицком кладбище г. Орла состоялось захоронение урны с землёй с могилы А. И. Бабухина.
На средства В. И. Ноздрина Орловским краеведческим музеем изданы два монографических выпуска «Краеведческих записок» — книги «Орловские краеведы» (2005) и «Археология Орловской области» (2006). В дар Орловскому краеведческому музею В. И. Ноздрин преподнёс целый ряд портретов выдающихся медиков-орловцев работы художника Г. Д. Калмахелидзе.
Умер 2 декабря 2024 года после тяжёлой болезни в возрасте 77 лет.

## Публикации
Основные научные труды В. И. Ноздрина посвящены изучению синтетических аналогов витамина А. Является автором более 20 патентов на лекарственные средства и способы их получения.
Является автором свыше 450 научных работ, в том числе 7 монографий, учебных пособий по гистологии и книг в соавторстве.
Является автором «Экспресс-гистологии».
Издания:
- «Выдающиеся имена в гистологии. Биографический справочник. Русскоязычная версия.» (2006)
- «Бабухин» (2007)
- «Елисеев» (2008)
- «Гистофизиология кожи» (2008)
- «Гистология по лекциям ординарного профессора Бабухина» (2010)
- «Берестин®» (2011)
- «Меланоциты эпидермиса и волосяных фолликулов у мужчин в онтогенезе» (2012)

## Общественная деятельность
- Эксперт ВАК Министерства образования РФ
- Член редакционной коллегии журналов «Морфология», «Журнал анатомии и гистопатологии»
- Член проблемной комиссии по морфологии ГУ НИИ морфологии человека РАМН
- Член президиума Всероссийского общественного совета по медицинской промышленности
- Член учёного совета Орловского государственного университета
- Главный редактор альманаха «Ретиноиды».

## Награды
за научную работу
- Почётный знак РАЕН «За заслуги в развитии науки и экономики»
- Нагрудный знак «Отличнику здравоохранения»
- Медаль МЧС РФ «Участнику чрезвычайных гуманитарных операций»
- Медаль энциклопедии «Лучшие люди России»
- Орден «Рыцарь РАЕН»[что это за орден?]
- Медаль ордена «За заслуги перед Отечеством»
- Международная премия в области медицины «Профессия — жизнь».